# بركت صغير
البركت الصغير (الاسم العلمي: Mazama nana) (بالإنجليزية: Pygmy brocket)‏ هو نوع من الحيوانات يتبع جنس البركت من فصيلة الأيليات. يقطن أمريكا الجنوبية. وهو يتواجد في الأرجنتين، وجنوب البرازيل وباراغواي[3]. وهو أيل صغير بسيقان صغيرة، تزن حوالي 15 إلى 20 كيلوغرام. لونه أحمر بني. هذا النوع بعض الأحيان يعتبر كنويع للبركت الأحمر الضئيل.